# Monastère de Hajdučica

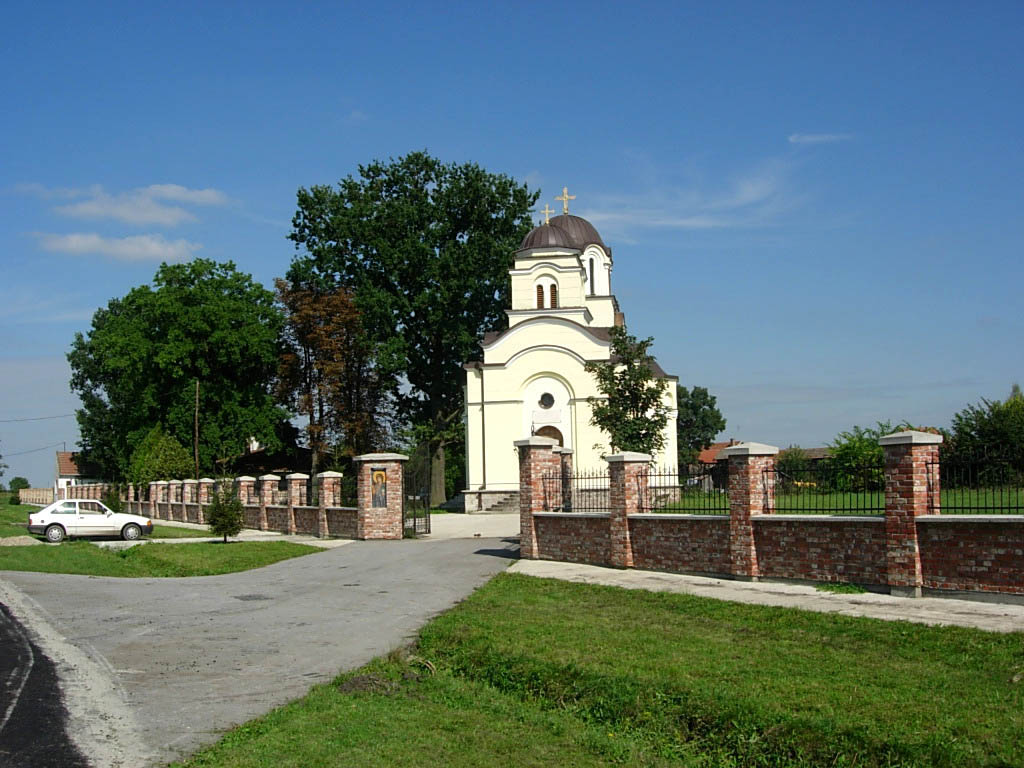
Le monastère de Hajdučica

Le monastère de Hajdučica (en serbe : Манастир Хајдучица et Manastir Hajdučica) est un monastère orthodoxe serbe situé dans la région du Banat, au nord de la province de Voïvodine, municipalité de Plandište. 
Le monastère de Hajdučica a été fondé en 1939.